# Dryopteris sophoroides
Dryopteris sophoroides là một loài dương xỉ trong họ Dryopteridaceae. Loài này được Thunb. Kuntze mô tả khoa học đầu tiên năm 1891.